# Західноантарктичний рифт

Мапа Антарктиди

Західно-Антарктичний рифт — активна рифтова долина, розташована між Східною і Західною Антарктидою. Вона включає море Росса, терен під шельфовим льодовиком Росса і частину Західної Антарктиди. Його розвиток пов'язаний з літосферним витонченням не-платформних теренів Західної Антарктиди.

## Наукові дослідження
Дослідження геології Західноантарктичного рифта ускладнено, через те що, крім піків Трансантарктичних гір, які виступають над льодом, регіон покрито величезним Західноантарктичним льодовиковим щитом. Тому рифт, менш відомий, ніж інші великі рифтові долини. Відомо, проте, що, як і Східно-Африканський рифт, Західно-Антарктичний рифт має певну кількість розломів перетиначих Антарктиду. Існує також різкий поділ між старими, розлогими палеогеновими рифтами басейну моря Росса і молодшим, вузьким Терор Рифт. Є також велика кількість авлакогенів, що перетинають острів Беркнер.
Хоча багато рифтів всередині рифтової системи Західної Антарктики більше не є активними, наразі відомо, що Західна Антарктида прямує від Східно-Антарктичного кратона у північ/північно-східному напрямку (приблизно в напрямку островів Південна Джорджія) приблизно 2 мм/рік або 500 000 років/кілометр.

## Активність
Західно-Антарктичний рифт є джерелом всіх нещодавно діючих вулканів в Антарктиді, і більшості великих гірських систем Антарктики за межами Антарктичного півострова. Вважається також, що Західно-Антарктичний рифт має серйозний вплив на льодовикові потоки в Західній Антарктиді, швидкість руху крижаних потоків, як вважають, залежать від змащування основи льодовика водою, збільшення якої може призвести до руйнації крижаного покриву якщо глобальне потепління прискориться.